# Mancheng
Mancheng (chinesisch 满城区, Pinyin Mǎnchéng Qū) ist ein Stadtbezirk der bezirksfreien Stadt Baoding der Provinz Hebei der Volksrepublik China. Der Stadtbezirk hat eine Fläche von 658,4 km² und 406.677 Einwohner (Stand: Zensus 2010).
Das Grab des Prinzen Jing von Zhongshan (Liu Sheng) (Zhongshan Jing wang mu 中山靖王墓) und das Grab von Zhang Rou (1189–1268) (Zhang Rou mu 张柔墓) stehen seit 1988 bzw. 2006 auf der Liste der Denkmäler der Volksrepublik China.